# 孫君杰
孫君杰（1985年8月8日—），中國男子羽球運動員。
孫君杰來自羽球家庭。他的母親是江蘇省隊的一員，他的父親孫志安是江蘇省隊的教練。他十歲開始練習羽毛球以減輕體重。2002年，他進入了全國第二隊，參加了亞洲和世界青少年錦標賽，在亞洲獲得男子團體銅牌，在世界青少年錦標賽中獲得男子雙打銅牌和混合團體金牌。
孫君杰於2004年進入全國第一隊。他參加在葡萄牙布拉加舉行的2008年世界大學羽毛球錦標賽，幫助球隊獲得金牌，同時還獲得了男子雙打和混合雙打比賽的銅牌。
他是贏得2009年東亞運動會羽球比賽男子團體金牌的國家隊的一員，以及2009年廣州蘇迪曼盃的成員之一。